# هجوم مطار خيرسون
وقع هجوم مطار خيرسون في 16 مارس 2022، أثناء الغزو الروسي لأوكرانيا. ذكرت صحيفة وول ستريت جورنال أن «أوكرانيا نفذت غارة جوية على مطار خيرسون، الذي أصبح الآن قاعدة جوية روسية، وأظهرت صور الأقمار الصناعية للمدرج سبع طائرات هليكوبتر روسية مدمرة أو متضررة، بعضها تحترق».

## خلفية
خلال معركة خيرسون، استولت القوات الروسية على مطار خيرسون الدولي وبدأت في استخدامه كقاعدة جوية.